# Rhipidoglossum adoxum
Rhipidoglossum adoxum là một loài thực vật có hoa trong họ Lan. Loài này được (F.N.Rasm.) Senghas miêu tả khoa học đầu tiên năm 1986.